# Canadian Vickers Vista
Il Canadian Vickers Vista fu un idrovolante da collegamento a scafo centrale, monoposto, monomotore e monoplano ad ala alta, sviluppato dall'azienda aeronautica canadese Canadian Vickers Limited negli anni venti del XX secolo e rimasto allo stadio di prototipo.

## Storia del progetto
Nel corso della seconda metà degli anni venti del XX secolo la Royal Canadian Air Force emise un requisito per un aereo monoposto da collegamento. L'ufficio tecnico della Canadian Vickers Limited progettò, sotto la direzione degli ingegneri Reginald J. Mitchell e Wilfrid Thomas Reid, un aereo monoplano, il primo mai realizzato nel paese. Il prototipo, matricola G-CYZZ, volò per la prima volta il 9 novembre 1927, e dopo i primi collaudi fu consegnato alla RCAF per le opportune valutazioni, ma gli fu preferita la versione idrovolante del de Havilland DH.60 Moth, e l'ordine per la costruzione di due esemplari fu annullato.

## Descrizione tecnica
Idrovolante a scafo centrale da addestramento e collegamento, monoplano, monomotore, monoposto. Lo scafo e la fusoliera erano realizzati completamente in tubi d'acciaio, ricoperti di duralluminio.
La configurazione alare era monoplana, con l'ala alta realizzata in legno e ricoperta in tela, collegata allo scafo su entrambi i lati da una coppia di montanti. L'impennaggio di coda, realizzato in tubi d'acciaio e ricoperto di tela,  era del tipo classico monoderiva, dotato di piani orizzontali controventati. La cabina di pilotaggio, posta anteriormente all'ala, aveva abitacolo aperto.
La propulsione era assicurata da un motore radiale Armstrong Siddeley Genet a 5 cilindri raffreddati ad aria, erogante la potenza di 75 hp (56 kW) ed azionante un'elica bipala lignea a passo fisso.

## Impiego operativo
Nel settembre 1930 l'unico esemplare costruito fu assegnato alla RCAF Air Station di Jericho Beach, Vancouver, e dopo le prove di flottaggio venne usato come aereo da collegamento e addestramento. Rimase anche ormeggiato a lungo per testare gli effetti dell'acqua salata sullo scafo in duralluminio, ma nel 1931 la corrosione aveva raggiunto tali livelli da consigliarne la demolizione, cosa che avvenne il 4 maggio di quell'anno.

## Utilizzatori
- Canada

Royal Canadian Air Force